# 批判的地域主義
批判的地域主義（ひはんてきちいきしゅぎ、Critical regionalism）とは、近代建築における無・場所性や場所のアイデンティティの欠如を、建物の地理的文脈を用いることで超克しようとする、建築へのあるアプローチである。
批判的地域主義という言葉は建築理論家のアレクサンダー・ツォニス(en)とリアンヌ・ルフェーヴル(en)によって最初に使われ、これとはいささか異なった意味において建築史家のケネス・フランプトンによって用いられた。
批判的地域主義はヴァナキュラー建築でいう地域主義とは異なる。それとは反対にアヴァンギャルドでモダニスト的なアプローチであり、ただし地方的あるいは地域的前提から出発するものである。批判的地域主義という考えが登場するのは1980年代初頭、モダニズムへの反動であったポストモダニズム自体がその頂点にあった頃である。この言葉に最も関係しているケネス・フランプトンは実際しかしながら、ポストモダニズムに批判的だった。批判的地域主義という用語が混乱して理解される理由は部分的にフランプトンの有名な論文「批判的地域主義に向けて、抵抗の建築に関する6つの考察」が美術評論家のハル・フォスター(en)編による『反美学、ポストモダンの諸相』で最初に発表されたことにある。同書の序文でフォスターは、ポストモダニズムはそもそも存在するのか、それが意味し得るのは何かとさえ問い、さらに同書の著者10人中9人（唯一の例外はユルゲン・ハーバーマス）までが、「モダニティの計画はいまや大いに疑問」という問いを共有していると、述べたからである。

## アレクサンダー・ツォニスとリアンヌ・ルフェーヴルの批判的地域主義
ツォニス(en)とルフェーヴル(en)による批判的地域主義は、地域主義そのものについて懐疑的で、観光振興の地域主義や、商業的な地域主義、感傷的な地域主義、愛国的地域主義のイデオロギーを批判する。
地域的・歴史的な文脈から直接導かれる必要はなく、むしろ要素は文脈を剥がされ、いつもと異なる方法で用いられ得る。ここでの目的は、内省と自己評価によって、ありきたりになっている（fait accompli）いつもの場所を喪失させ、そこからの断絶を明白にする異化効果である。
具体的には、ホセ・ラファエル・モネオの国立古代ローマ博物館(en)（1986）、ライリ ＆ レイマ・ピエティラ(en)のタンペレ中央図書館(en)（1986）、ジャンカルロ・デ・カルロやルシアン・クロール(en)の建物使用者がデザインに参加するプロジェクトなどを評価した。

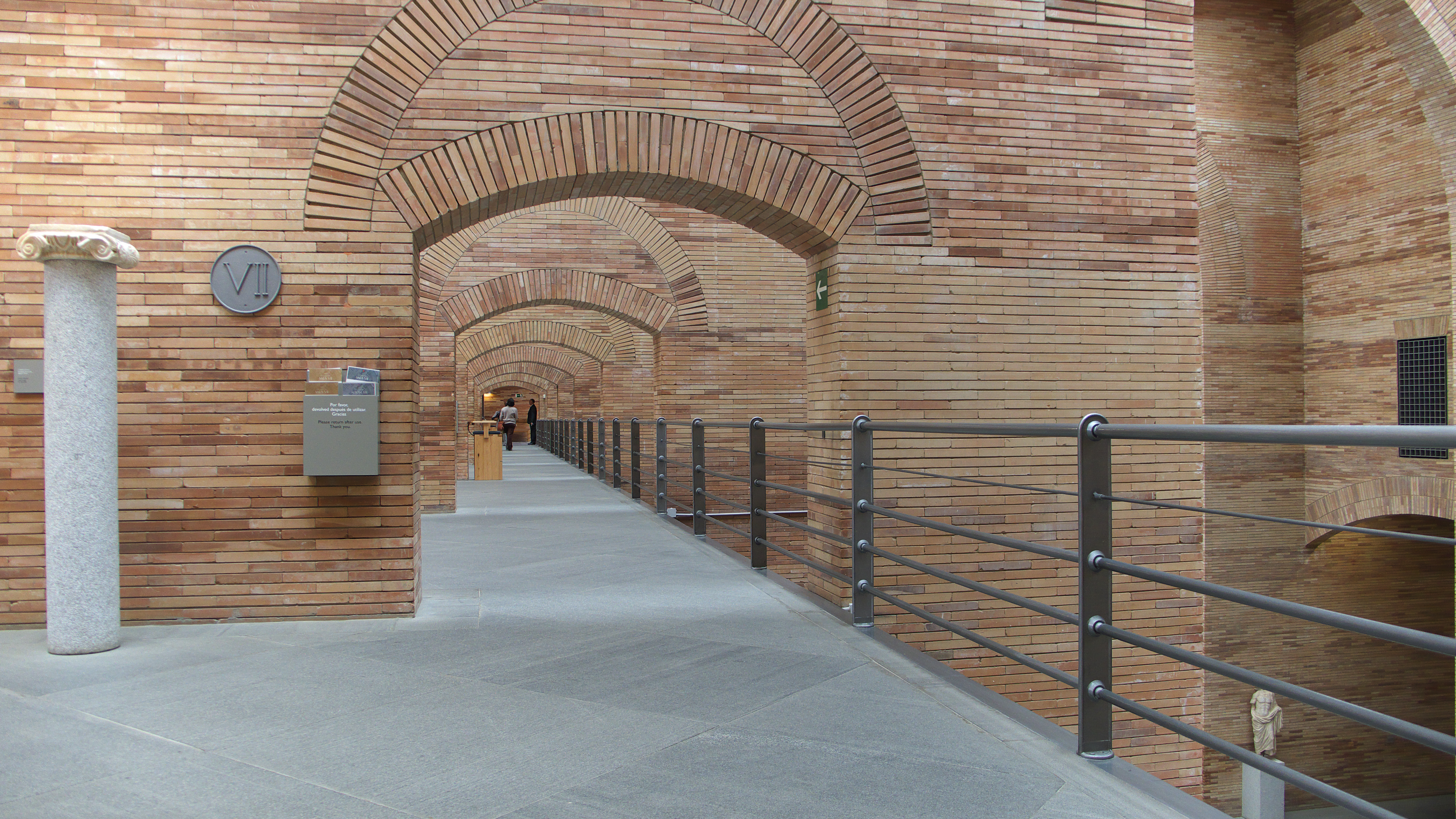
ホセ・ラファエル・モネオ、国立古代ローマ博物館(1986)
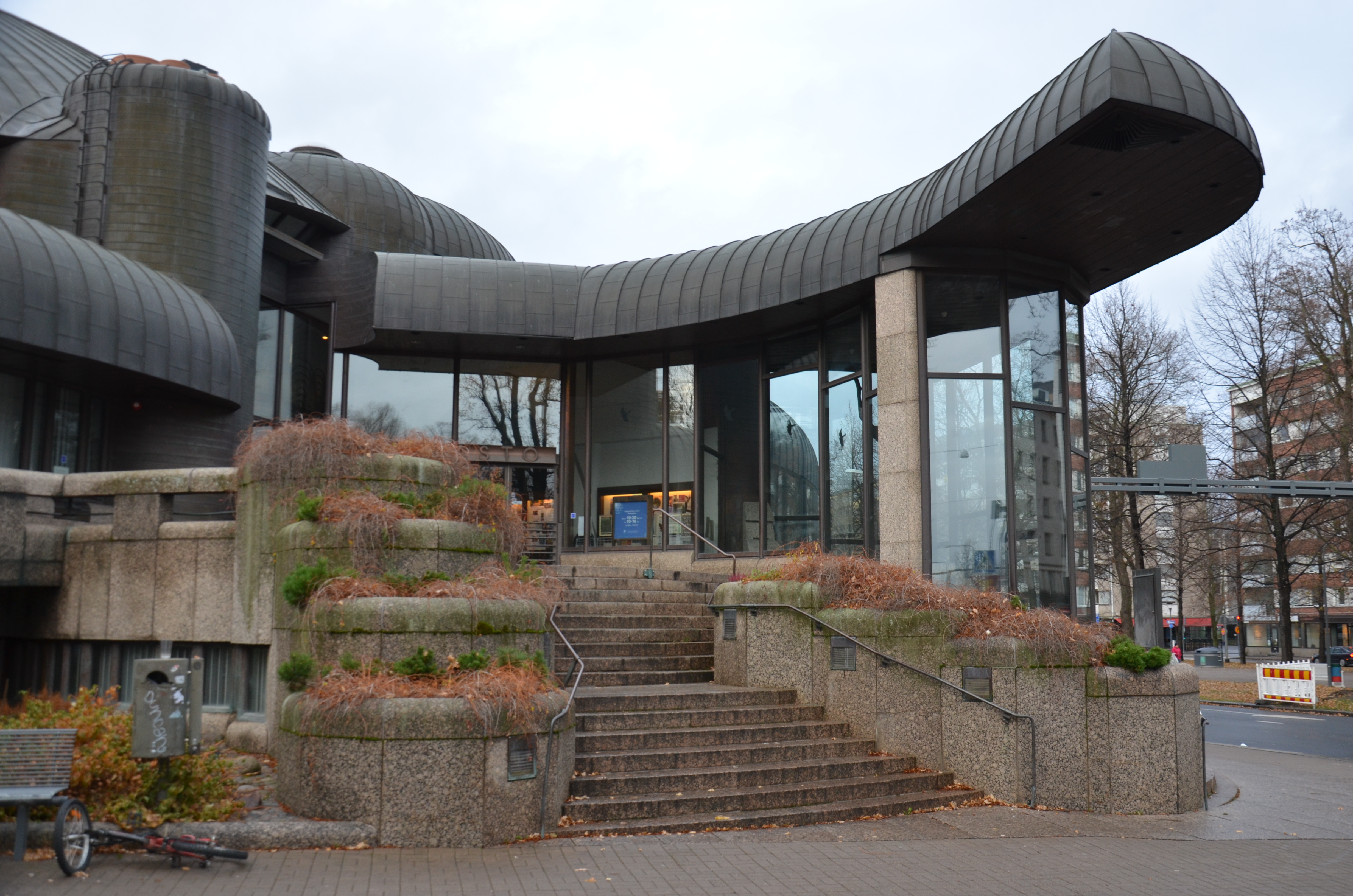
ライリ ＆ レイマ・ピエティラ、タンペレ中央図書館(1986)

## ケネス・フランプトンの批判的地域主義
「批判的地域主義に向けて、抵抗の建築の六要点」でフランプトンはポール・リクールの「いかに近代的でありつつ起源に遡行し得るか。古く眠った文明を蘇生し、それを普遍文明へといかに参画させ得るか」を引く。フランプトンの考えでは批判的地域主義は、近代建築が持つ普遍的・進歩的特質においてそれを取り入れるべきであり、ただし批判的に、そして同時にその建物の地理的文脈に価値を置くべきものとされる。フランプトンはこう述べる。強調すべきは地理（地勢）、気候、光であり、背景（つまり絵画的な情景）より結構形態であり、視覚性より触覚性である。この議論でフランプトンは現象学に拠っている。
フランプトンが具体的に挙げる例はヨーン・ウツソンとアルヴァ・アールトである。フランプトンの視点では、ウツソンのコペンハーゲン近郊にあるバウスヴェア教会（1973-6）は、普遍文明と世界文化の統合に自覚的という。このことは、合理的、モジュラー的、中性的で経済的、そして一部プレハブ化されたコンクリートの外殻（つまりこれが普遍文明）、そして「非経済的」に特別デザインされた有機的内殻、宗教的空間への光の導入の仕方、西洋文化に先例がなくむしろ支那のパゴダの屋根のものとフランプトンが見る、複数文化への参照（つまりこれが世界文化）の対比に明らかである。アールトの場合、サユナットサロ（セイナッツァロ）の役場（1952）の赤レンガについて、そこには普遍テクノロジーへの抵抗と触覚的素材の使用によって効果的となる目論見がある、と論じる。たとえばこう述べる。階段室壁面のざらざらしたレンガ壁面と議会室木床の撓みの対比を、感じる。

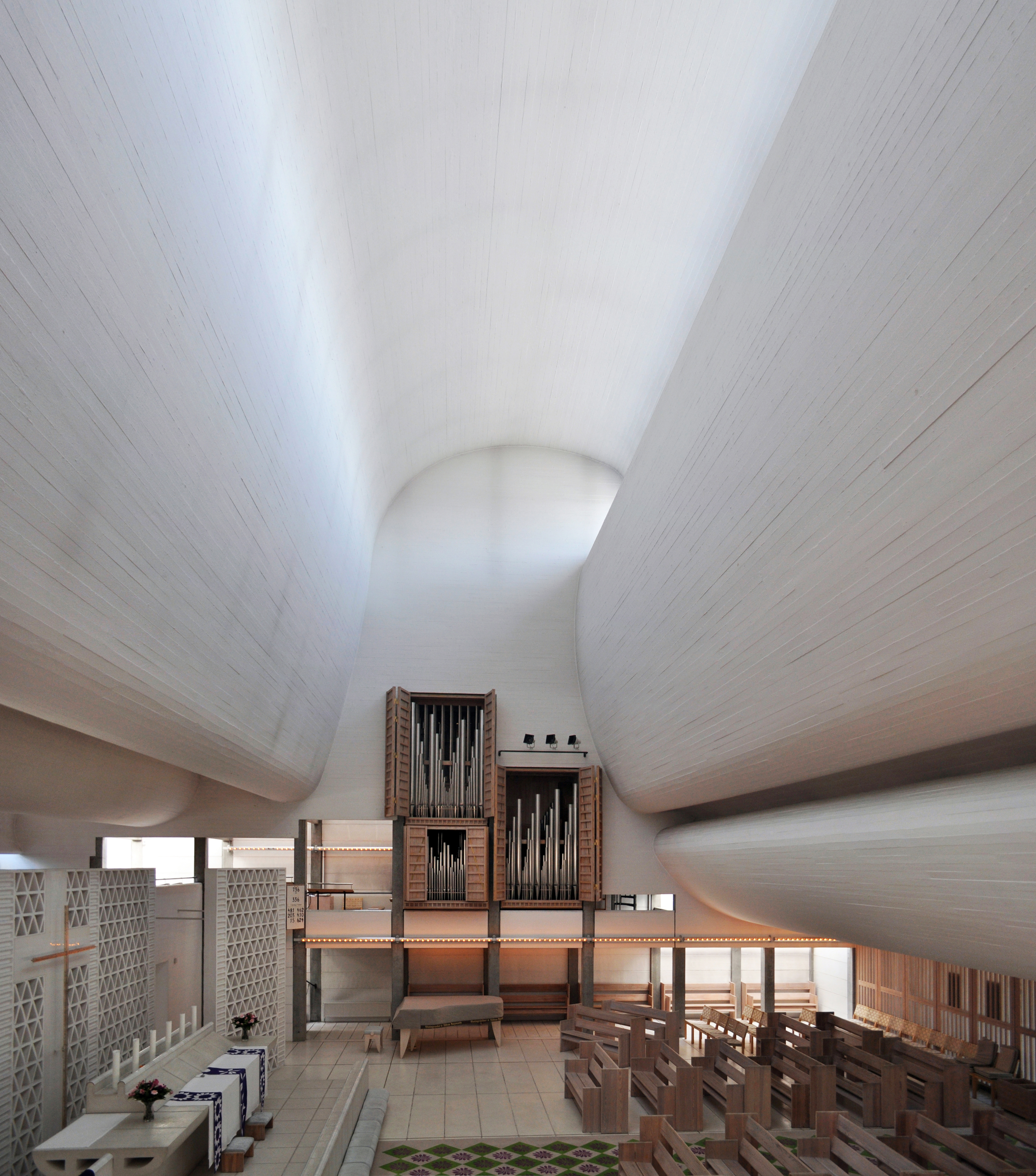
ヨーン・ウツソン、バウスヴェア教会(1973-6)
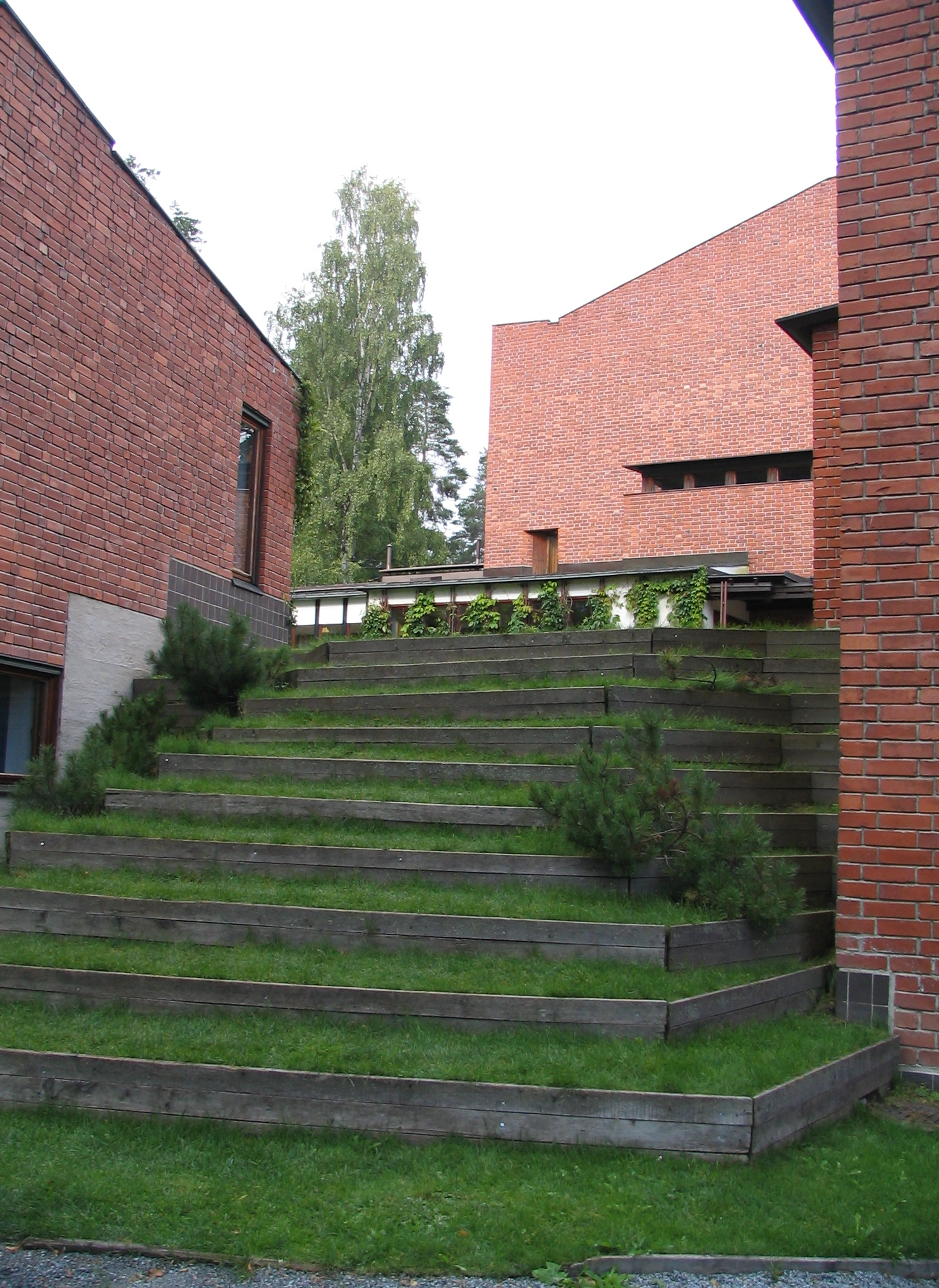
アルヴァ・アールト、サユナットサロ（セイナッツァロ）の役場(1952)

### フレドリック・ジェイムソンによる注釈
思想家のフレドリック・ジェイムソンはフランプトンの批判的地域主義は、「モダニズムへの相対的距離を持つ<地域的>様式を使い、グローバルな資本主義や企業による規格化への抵抗を目指している」とし、この点について批判的注釈を行った。20世紀後半のポスト資本主義はマーケティングにより、地域固有の嗜好に合わせて地域の文化を尊重する。そのため<地域的>なものがポスト資本主義と結びつき、あなたの代わりに、あなた以上に正確に作り直してくれるのだと言う。批判的地域主義はモダニズムの普遍性と<地域的>な個別性を同時に扱うが、抵抗という意思を除けばポスト資本主義と接近する。そのため抵抗を続けることが必要だという。

## 批判的地域主義の建築家
ウツソンとアールトの他に以下の建築家が（フランプトンの意味で）批判的地域主義をその作品において用いてきている。スタジオ・グランダ、マリオ・ボッタ、エドゥアルド・ソウト・デ・モウラ、マザルール・イスラム、B.V.ドーシ、チャールズ・コレア、アルヴァロ・シザ、ホルヘ・フェレイラ・チャヴ、ラファエル・モネオ、ジェフリー・バワ、ラジ・レワル、ニルカンス・チャヤ（カカ）、安藤忠雄、マック・スコギン/メリル・エラム、グレン・マーカット、ケン・ヤング、フィリップ・マデック、ウィリアム・S.・W.・リン、テイ・ケイ・スン、WOHA、ユハニ・パルラスマ、ユハ・レイヴィスカ、カルロ・スカルパ、ペーター・ツムトア、タン・ホク・ベン、王澍、ピーター・スタッチベリー、デイヴィッド・レーク、リック・ジョイ、スヴェレ・フェーン、である。ツォニスとルフェーヴルがこの言葉を使ったのは二人のギリシア人建築家、ディミトリス+スザーナ・アントナカキスに対してであった。

## 批判的地域主義とカルチュラルスタディーズ
批判的地域主義は建築に続き、カルチュラルスタディーズ、さらに文学研究や政治理論、とりわけガヤトリ・C・スピヴァクの仕事でも用いられてきた。2007年のジュディス・バトラーとの共著『誰が国民国家を歌うのか』（日本語訳：『国家を歌うのは誰か？――グローバル・ステイトにおける言語・政治・帰属』）でスピヴァクは、確固としたナショナル・アイデンティティや国境に根拠を置くナショナリズムの脱構築的代替を提案する。ダグラス・ラインハート・パウェルの著『批判的地域主義、アメリカ状況における政治と文化の結合(Critical Regionalism: Connecting Politics and Culture in the American Landscape)』（2007）では最初の建築理論での使用から、文化や文学や政治理論へのこの言葉の使用の浸透の軌跡を跡付け、さらにこれらの交差領域に依拠した方法論を提案している。

## ダーティ・リアリズム
批判的地域主義はある程度の地域的・歴史的な文脈が残っており、地域の連帯・共同体があることが前提である。そのため都市の工業地帯やスラムなどでは機能しない。そこでルフェーヴル(en)は、映画『ブレードランナー』(1982)などに言及しつつ、都市のありのままの姿を見つめる「ダーティ・リアリズム(en)」の建築を提唱した。
大都市にはインターナショナル・スタイルの高層建築物が建ち、他の国の大都市と類似した環境になりやすい。ダーティ・リアリズムのように、その環境を都市の<地域的>な個別性として設計することで、インターナショナリズムと地域主義の二重化が可能になる。
具体的には、ジャン・ヌーヴェルのネマウサス1(fr)（1987）、ジャン・ヌーヴェルとミィルト・ヴィタール(fr)のONYX文化センター(fr)（1988）、レム・コールハースのマコーミック・トリビューン・キャンパス・センター(en)（2003）、モーフォシス(en)、フランク・ゲーリーなど。
アトリエ・ワン+黒田潤三の『メイド・イン・トーキョー』(鹿島出版会,2001年)もダーティ・リアリズム的まなざしをもつ。

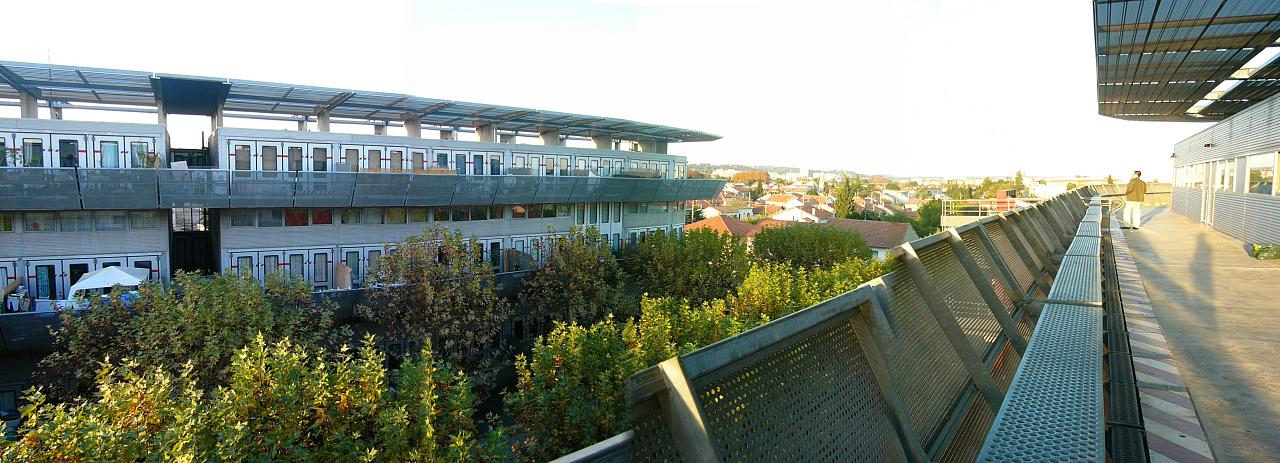
ジャン・ヌーヴェル、ネマウサス1(1987)
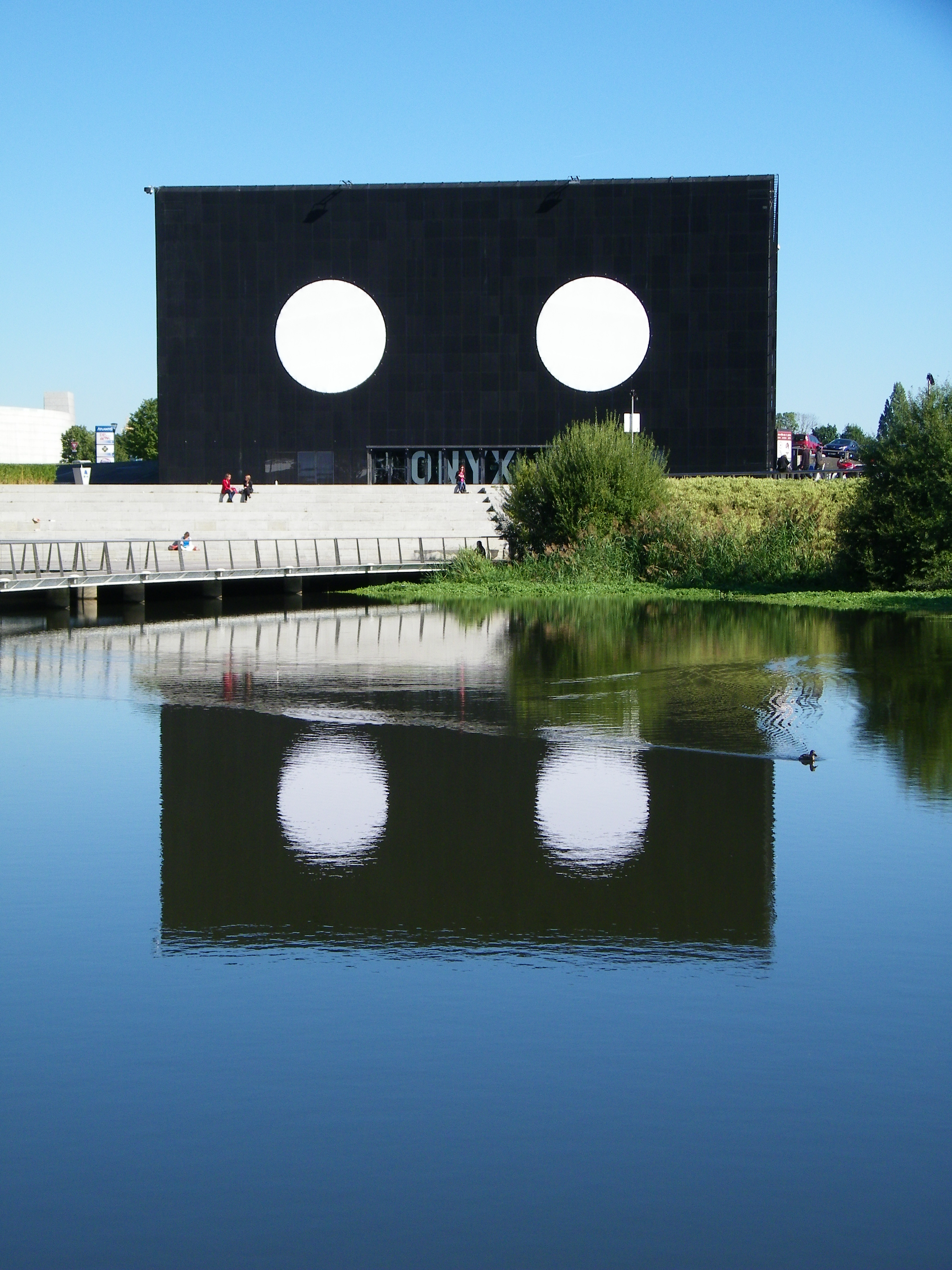
ジャン・ヌーヴェルとミィルト・ヴィタール、ONYX文化センター(1988)
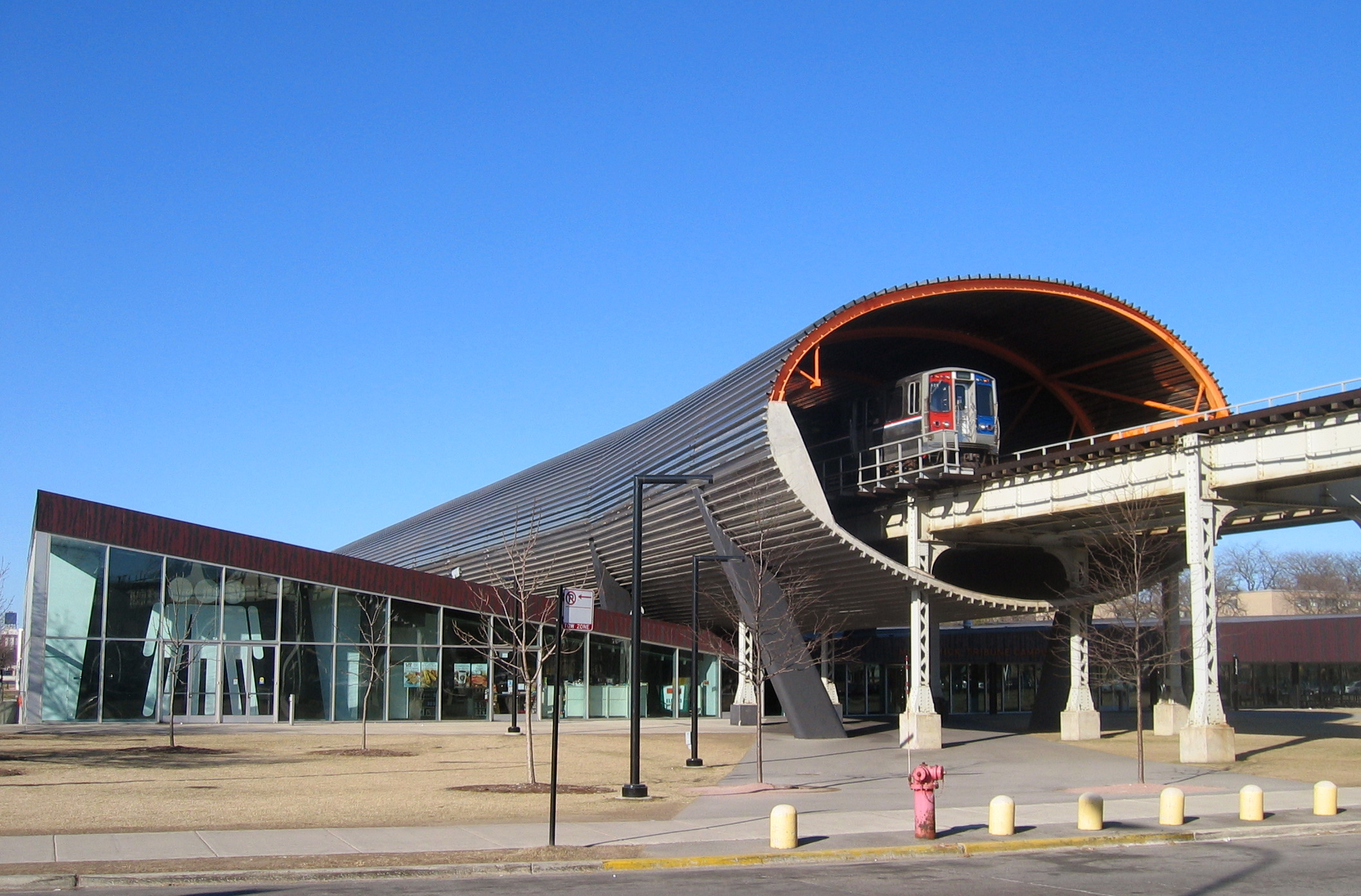
レム・コールハース、マコーミック・トリビューン・キャンパス・センター(2003)
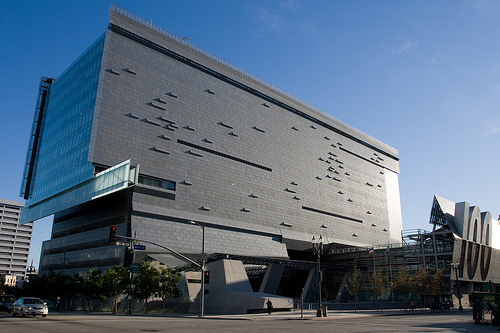
モーフォシス、カルトランス第7地区本部ビル(2004)

## バイオ・リージョナリズム
土着的建築技術を最大限活用するハッサン・ファトヒーや、バイオクライマティック・デザイン(bioclimatic design)を展開するケン・ヤング(en)などは、エコロジーと地域主義の接点を見出している。